# IC 125
IC 125 је спирална галаксија у сазвјежђу Кит која се налази на листи објеката дубоког неба у Индекс каталогу.
Деклинација објекта је - 13° 16' 46" а ректасцензија 1h 29m 18,3s. Привидна величина (магнитуда) објекта IC 125 износи 15,4 а фотографска магнитуда 16,2. IC 125 је још познат и под ознакама MCG -2-4-60, NPM1G -13.0063, PGC 5560.